# عائشة جلال
عائشة جلال (باللغة البنجابية، الأردية: عائشة جلال) هي مؤرخة باكستانية أمريكية تعمل أستاذة في قسم ماري ريتشاردسون للتاريخ في جامعة تافتس، وحصلت على منحة مؤسسة ماك آرثر لعام 1998. تزوجت عائشة من المؤرخ والسياسي الهندي سوغاتا بوس.

## تعليمها
وُلدت عائشة جلال في لاهور في عام 1956، ودرست في كلية ويليسلي قبل أن تنتقل إلى كلية الثالوث، كامبريدج حيث حصلت على درجة الدكتوراه في عام 1983. بقيت في كامبريدج حتى عام 1987، حيث عملت زميلةً في كلية الثالوث ولاحقًا زميلةً في منظمة ليفرهيلم. انتقلت إلى واشنطن العاصمة في عام 1985، للعمل زميلة في مركز مركز وودرو ولسون ولاحقًا باحثة أكاديمية في أكاديمية جامعة هارفارد للدراسات الدولية ودراسات المنطقة. في عام 1999، انضمت إلى جامعة تافتس بمنصب أستاذة دائمة.
يتناول الجزء الأكبر من عملها تشكُّل الهويات الإسلامية في جنوب آسيا الحديثة.

## نشأتها
ولدت عائشة جلال في لاهور، باكستان في عام 1956 لوالدها حميد جلال، موظف حكومي باكستاني كبير، وزكية جلال، شقيقة صفية زوجة سعادات حسن مانتو. ولذلك، فهي نسيبة الكاتب الروائي الأردي الشهير سعادات حسن مانتو. جاءت إلى مدينة نيويورك في سن الرابعة عشرة عندما أُرسل والدها ضمن البعثة الباكستانية لدى الأمم المتحدة.
حصلت على درجة البكالوريوس في التاريخ والعلوم السياسية من كلية ويليسلي في الولايات المتحدة الأمريكية، وعلى درجة الدكتوراه في التاريخ من كلية الثالوث في جامعة كامبريدج، حيث كتبت أطروحتها لدرجة الدكتوراه بعنوان: «جناح، رابطة المسلمين والمطالبة بباكستان».

## مسيرتها المهنية
كانت عائشة جلال زميلة في كلية الثالوث، كامبريدج (1980-84)، وزميلة في مركز دراسات جنوب آسيا، كامبريدج (1984-87)، وزميلة في مركز وودرو ويلسون الدولي للعلماء في واشنطن العاصمة (1985-86) وباحث أكاديمي في أكاديمية الدراسات الدولية ودراسات المنطقة في جامعة هارفارد (1988-90). درّست في جامعة ويسكونسن -ماديسون، وجامعة تافتس، وجامعة كولومبيا، وجامعة هارفارد، وجامعة لاهور للعلوم الإدارية.
تعد عائشة جلال من بين أبرز الأكاديميين الأمريكيين الذين يكتبون عن تاريخ جنوب آسيا. في كتابها المتحدث الوحيد (مطبعة جامعة كامبريدج، 1985 و1994)، قدمت جلال وجهة نظرها حول ما حدث في الفترة ما بين انتخابات عام 1937 في الهند البريطانية وتقسيم شبه القارة الهندية، محددةً العوامل التي أدت إلى تشكيل باكستان ومُقدمةً رؤى جديدة حول طبيعة انتقال السلطة البريطانية في الهند. تركز جلال خصوصًا على دور محمد علي جناح، زعيم رابطة مسلمي عموم الهند، والمؤيد الرئيسي لنظرية الأمتين التي استندت إليها المطالبة بدولة باكستان. ادعى جناح أنه المتحدث الوحيد باسم المسلمين الهنود، لا في المقاطعات التي يشكلون فيها الأغلبية فقط، بل في المقاطعات التي يُعد فيها المسلمون أقلية أيضًا. ومع ذلك، وبالنظر إلى الجغرافيا السياسية لشبه القارة الهندية، يتضح أنه سيكون هنالك دائمًا عدد كبير من المسلمين يعيشون خارج دولة مخصصة للمسلمين كما هو الحال في داخلها. يبحث هذا الكتاب في الكيفية التي اقترح بها جناح حل التناقض بين التأكيدات التي توجب تشكيل «أمة إسلامية منفصلة» والحاجة إلى إستراتيجية يمكنها أن تحمي مصالح جميع المسلمين الهنود. وذلك من خلال تحديد الكتاب للأهداف السياسية الحقيقية لجناح، وأسباب تردده في طرحها على العلن، ونجاحه أو فشله في تحقيقها.